# Java Naming and Directory Interface
Java Naming and Directory Interface (JNDI) jest interfejsem Javy usług katalogowych, który umożliwia klientom odkrywanie i wyszukiwanie danych oraz obiektów za pomocą nazw. 

## Podstawy
Interfejs JNDI jest wykorzystywany przez interfejsy Java RMI oraz Java EE w celu wyszukiwania obiektów w sieci. JINI posiada swój własny serwis do wyszukiwania i nie korzysta z interfejsu JNDI. 
Interfejs posiada:
- mechanizm łączący obiekt z nazwą
- interfejs wyszukiwania katalogowego, który pozwala stosować podstawowe zapytania
- interfejs zdarzeń, który pozwala klientowi na określenie wejść, które zostały zmienione
- rozszerzenie LDAP, które obsługuje dodatkowe możliwości protokołu LDAP